# ЛВСГ-90
ЛВСГ-90 (Ленінградський Вагон Зчленований Вантажний проекту 1990 року) - радянський експериментальний зчленований трамвайний вагон, випущений в 1990 році Ленінградським трамвайно-тролейбусним заводом.

## Історія
Вагон збудований у 1990 році. На ньому вперше був випробуваний навісний вузол зчленування.

## Експлуатація
Єдиний вагон працював у Санкт-Петербурзькому трампарку №1 за номером №1884, у середині 90-х відставлений від експлуатації, порізаний 01.2005